# Лісносілля
Лісносі́лля (до 1948 року — Тав-Даїр, крим. Tav Dayır)  — село Сімферопольського району Автономної Республіки Крим.
Відстань від райцентру до населеного пункта становить 15 кілометрів по прямій.
У селі народився кримськотатарський письменник Джафер Гафар.